# Martim Afonso de Sousa
Martim Afonso de Sousa (Vila Viçosa, 1500 - Lisboa, 21 de julio de 1571), fue un noble, marino y militar portugués, recordado por haber participado en la primera expedición colonizadora de Brasil y por haber sido gobernador de la India portuguesa (1542-1545).

## Biografía
Martin Afonso de Sousa estudió en su juventud matemática, cosmografía y navegación. Fue nombrado paje del duque de Braganza y, más tarde, del infante Juan, príncipe heredero. Al subir este al trono, como Juan III, el soberano lo nombró para posiciones de prestigio, como el mando de la expedición de 1530 al territorio brasileño con el título de gobernador de Brasil. Partió de Lisboa al 3 de diciembre de 1530 con cuatro naves y transportando cerca de cuatrocientas personas, teniendo como inmediato a su hermano más joven Pero Lopes de Sousa quien escribió el detallado Diário da Navegação da Armada que foi à terra do Brasil em 1530. 
Desde una perspectiva de historiografía tradicional en la historia de Brasil se considera a esta expedición como la primera expedición colonizadora de Brasil, el Regimiento que tuvo De Sousa permite comprender que el principal objetivo de su misión era fundar asentamientos portugueses en la cuenca del Río de la Plata, lo que no cumplió por culpa de un naufragio. Tuvo también la misión de expulsar a los corsarios franceses de la costa brasileña —con los cuales combatió—, colocar padrãos de posesión (padrões de posse) desde el río Marañón hasta el Río de la Plata, y medir y dividir la costa que seguidamente el rey concedería a donatarios. También estaba autorizado a elegir cien leguas de costa para sí mismo y otras cincuenta para su hermano Pero Lopes de Sousa. 
El 31 de enero de 1531 la expedición llegó a tierra cerca del cabo de San Agustín y apresaron dos barcos franceses cargados de palo brasil. Desde allí recorrieron la costa hacia el sur llegando a la isla de Cananéia el 12 de agosto de 1531, en la cual tomaron contacto con el degradado portugués Cosme Fernandes, conocido como el bachiller de Cananéia y que hacía 30 años vivía en la región, y con un grupo de españoles supervivientes de la expedición de Solís al Río de la Plata encabezados por Francisco de Chávez. Este era el único español que había sobrevivido a la expedición de Aleixo Garcia hacia el Imperio inca y concertó con Martim Afonso de Sousa que guiara una expedición de su capitán Pero Lobo por el camino de Peabirú hacia el Imperio incaico en busca de oro y plata. Los 80 integrantes de esa expedición partieron de Cananéia el 1 de septiembre de 1531 y junto con un grupo de indígenas que los acompañaba fueron masacrados por los carijós en las orillas del río Iguazú.
El 26 de septiembre de 1531 la expedición zarpó de Cananéia y el 16 de octubre de 1531 desembarcaron en la isla Gorriti en el boca norte del Río de la Plata. En los primeros días de noviembre la nave capitana y un bergantín naufragaron en la costa, muriendo 7 tripulantes. El 23 de noviembre de 1531 Pero Lopes de Sousa y 30 hombres se internaron con un bergantín en el Río de la Plata y luego entraron en el río Paraná. El 12 de diciembre de 1531 tomaron posesión de la tierra en nombre del rey de Portugal en las barrancas occidentales del Paraná en la provincia de Buenos Aires en Argentina, en un lugar que llamaron terra dos Carandins (tierra de los Querandíes).
Luego retornó a la región de São Vicente y con ayuda de João Ramalho y de Antônio Rodrigues, moradores de la región que habían hecho amistad con los caciques Tibiriçá y Caiubi, fundó el 22 de enero de 1532 la primera villa portuguesa del Brasil: la villa de São Vicente (en el actual estado de São Paulo). En São Vicente inició el cultivo de la caña de azúcar.
En octubre de 1532 recibió la noticia de que fue agraciado por la Corona portuguesa con la donación de dos lotes de tierras en Brasil: la capitanía de São Vicente. Esta capitanía estaba formada por dos secciones separadas de 55 leguas (la más al norte) y 45 leguas (la más al sur).
Recibió también la autorización de regresar a Lisboa, por lo que Martim Afonso de Sousa no permaneció en Brasil para administrar sus tierras. Nombrado capitán del mar de las Indias en 1533, fue el encargado de proteger las posesiones de Portugal en Oriente. De esta forma defendió la factoría de Diu contra moros e hindúes, derrotó al rajá de Calicut y combatió a los corsarios que saqueaban las embarcaciones portuguesas en la región. Victorioso, fue nombrado virrey de la India portuguesa por Juan III en 1542.
Existe controversia en cuanto al fin de su carrera. Algunos historiadores afirman que retornó a Portugal en 1545, convirtiéndose en uno de los miembros del Consejo de Estado. Otros sostienen que fue llamado de vuelta bajo la acusación de desvío de dinero de la Corona y de enriquecimiento ilícito, manteniéndose alejado de la vida pública hasta su muerte.
| Predecesor: Esteban de Gama | Gobernador de India portuguesa 1542 - 1545 | Sucesor: João de Castro |